# Dienstliche Beurteilung
Dienstliche Beurteilung ist im Dienstrecht in Deutschland die Beurteilung der Beamten und Soldaten nach Eignung, Befähigung und fachlicher Leistung. Die dienstliche Beurteilung ist ein Instrument der jeweiligen Personalpolitik im Innenverhältnis, der Personalführung und üblich für das deutsche Berufsbeamtentum.
Rechtsgrundlage sind für Bundesbeamte § 21 Bundesbeamtengesetz (BBG) in Verbindung mit §§ 48 bis 50 Bundeslaufbahnverordnung (BLV). Für die bei den aus der Deutschen Bundespost hervorgegangenen Aktiengesellschaften beschäftigten Beamten wurden ergänzende Regelungen in § 6 Postlaufbahnverordnung (PLV) geschaffen. Für die Landes- und Kommunalbeamten bestehen nahezu identische Regelungen.
Der Beurteilungszeitraum kann je nach Rechtskreis und Laufbahn variieren.

## Bundesbeamte
Eignung, Befähigung und fachliche Leistung der Beamtinnen und Beamten sind regelmäßig, mindestens jedoch alle drei Jahre, zu beurteilen. Sie sind zusätzlich zu beurteilen, wenn es die dienstlichen oder persönlichen Verhältnisse erfordern (Anlassbeurteilung; § 21 Abs. 1 BBG). Die Bundeslaufbahnverordnung regelt den Inhalt der Beurteilung, beispielsweise die Festlegung von zu beurteilenden Merkmalen von Eignung, Befähigung und fachlicher Leistung, das Bewertungssystem für die Beurteilung, die Ausgestaltung des Beurteilungsmaßstabs, beispielsweise die konkrete Festlegung von Richtwerten oder die Möglichkeit, von den Richtwerten aus Gründen der Einzelfallgerechtigkeit abzuweichen, die Festlegung von Mindestanforderungen an die an der Beurteilung mitwirkenden Personen, die Bekanntgabe des Ergebnisses eines Beurteilungsdurchgangs, die Voraussetzungen und das Verfahren einer fiktiven Fortschreibung von Beurteilungen und Ausnahmen von der Beurteilungspflicht (§ 21 Abs. 2 BBG).
Weitere Einzelheiten können die obersten Dienstbehörden in Beurteilungsrichtlinien festlegen. Sie können diese Befugnis auf nachgeordnete Dienstbehörden übertragen.
Die Formulierung „Die Beurteilung soll sich besonders erstrecken auf allgemeine geistige Veranlagung, Charakter, Bildungsstand, Arbeitsleistung, soziales Verhalten und Belastbarkeit“ ist in der Neufassung der BLV von 2009 nicht mehr enthalten.

## Beurteilungsnoten
Die Prädikate sind nach Dienstherr different; Beispiel: Bundeslaufbahnverordnung:
erfüllt nicht die Anforderungen (= nicht geeignet),
erfüllt noch die Anforderungen (= noch geeignet),
erfüllt die Anforderungen (= geeignet),
erfüllt voll die Anforderungen (= uneingeschränkt geeignet),
tritt hervor (= gut geeignet),
tritt erheblich hervor (diese Beurteilung wird in vielen Behörden faktisch für eine Beförderung benötigt) (= Sehr gut geeignet),
hervorragend (= Vorzüglich geeignet).
Teilweise wird in anderen Rechtskreisen mit einem Nummernbenotung analog zur gymnasialen Oberstufe gearbeitet. Besondere Regelungen gelten bei Schwerbehinderten (in der Beurteilung sind Beschränkungen in der Einsatzfähigkeit und besondere Leistungen in Anbetracht der Behinderung aufzuzeigen), Personen im Mutterschutz und im Erziehungsurlaub sowie bei freigestellten Mitglieder der Personalvertretung.

## Anfertigung
Die Mechanismen, wie Beurteilungen entstehen, sind je nach Dienstherr unterschiedlich. Teilweise wird mit „Reihungssprengeln“ mehrerer Dienststellen und/oder mit Quotierungen der Prädikate in Anlehnung an die Gauß’sche Normalverteilung gearbeitet.

## Rechtliche Überprüfung und Rechtsmittel

### Verwaltungsweg
Es ist das Rechtsmittel des Widerspruchs möglich. Adressat ist die beurteilende Dienststelle, die Bearbeitung kann zentralisiert von einer anderen Organisationseinheit im Überbau erfolgen. Eine Verfristung beim Vorbringen kann nicht eintreten.

### Rechtsweg
Die dienstliche Beurteilung ist aufgrund fehlender Außenwirkung kein Verwaltungsakt, ist aber eingeschränkt verwaltungsgerichtlich überprüfbar. Der Rechtsweg in der Verwaltungsgerichtsbarkeit steht jedoch offen. Wesentlich ist hier § 113 Abs. 5 Satz 1 Verwaltungsgerichtsordnung in analoger Anwendung. Dienstliche Beurteilungen sind ihrem Wesen nach persönlichkeitsbedingte Werturteile, die verwaltungsgerichtlich nur beschränkt überprüfbar sind. Die verwaltungsgerichtliche Rechtmäßigkeitskontrolle ist dahingehend limitiert,
- ob der Beurteiler den anzuwendenden Begriff oder den gesetzlichen Rahmen verkannt hat und/oder
- ob er von einem unrichtigen Sachverhalt ausgegangen ist und/oder
- allgemeingültige Wertmaßstäbe übersehen hat und/oder
- sachfremde Erwägungen angestellt hat und/oder
- gegen Verfahrensvorschriften verstoßen wurde.

Soweit der Dienstherr Richtlinien für die Erstellung dienstlicher Beurteilungen erlassen hat, ist im streitgegenständlichen Verfahren zudem zu prüfen, ob
- das Verwaltungshandeln diesen entsprach und
- ob sie den gesetzlichen Regelungen über die dienstliche Beurteilung und
- mit gesetzlichen Vorschriften in Einklang stehen.[4]

Aufgrund faktischer Unmöglichkeit sind Gerichte nicht in der Lage, eine Beurteilung abzuändern. Gerichte können jedoch erwirken, dass eine neue periodische Beurteilung unter Beachtung der Rechtsauffassung des Gerichts erstellt wird. Eine Anfechtung ist nur auf dem Klageweg möglich.

## Sonstiges
Beurteilender ist der Dienststellenleiter. Der unmittelbare Vorgesetzte (bei Wechsel der Organisationseinheit im jeweiligen Beurteilungszeitraum auch der ehemalige Vorgesetzte) ist zu beteiligen. Das Ergebnis einer Beurteilung (Prädikat) ist aufgrund des Prinzips der Bestenauslese (Art. 33 Absatz 2 GG) von maßgeblicher Bedeutung für die Stellenbesetzung und für die Beförderung in ein höheres Amt einschließlich Laufbahnwechsel; dies gilt in kommunal-, landesrechtlichen und bundesrechtlichen Ebenen gleichermaßen. Gemäß dem Grundsatz der Wahrheitspflicht der Beamten in der Amtsausübung  soll das Prädikat objektiv, d. h. wahrheitsgemäß und faktisch stimmig ausfallen.
Eine Probezeitbeurteilung wird erstellt, wenn ein Beamter die beamtenrechtliche Probezeit beendet hat. Alle folgenden Beurteilungen sind periodische Beurteilungen. Für die Bemessung der Beurteilungsnote führen Vorgesetzte in regelmäßigen Abständen sog. Beurteilungsnotizen. Auf Beurteilung kann der Betroffene Verzicht erklären.